# Liste der Abgeordneten zum Salzburger Landtag (1. Republik, 1. Wahlperiode)
Diese Liste der Abgeordneten zum Salzburger Landtag (1. Republik, 1. Wahlperiode) listet alle Abgeordneten zum Salzburger Landtag in der 1. Wahlperiode der Ersten Republik auf. Die Gesetzgebungsperiode dauerte von der Konstituierung des Landtags am 23. April 1919 bis zum 4. Mai 1922. Die Konstituierung des nachfolgenden Landtags der 2. Wahlperiode erfolgte am 4. Mai 1922.
Bei der Landtagswahl 1919 hatte die Christlichsoziale Partei mit 19 Mandaten die relative Mandatsmehrheit erzielt. Die Sozialdemokratische Arbeiterpartei Deutschösterreichs (SDAPDÖ) erreichte 12 der 40 Mandate, die Deutschfreiheitliche Partei (DFP) acht Mandate. Ein Mandat entfiel zudem auf die Pinzgauer Wirtschaftspartei, deren Abgeordneter sich in der Folge jedoch dem christlichsozialen Landtagsklub anschloss.
Nach der Angelobung der Landtagsabgeordneten am 23. April 1919 wählte der Landtag am selben Tag die Mitglieder der Landesregierung Meyer.

## Landtagsabgeordnete
| Name                   | Fraktion | Anmerkung                                         |
| ---------------------- | -------- | ------------------------------------------------- |
| Auer Thomas            | CSP      |                                                   |
| Baumgartner Eduard     | SDAPDÖ   |                                                   |
| Brandner Johann        | CSP      |                                                   |
| Breitenfelder Josef    | SDAPDÖ   |                                                   |
| Bruckner Leopold       | SDAPDÖ   | am 10. Jänner 1921 verstorben                     |
| Christoph Anton        | DFP      |                                                   |
| Diller Margarethe      | DNSAP    | am 28. April 1921 für Hans Wagner angelobt        |
| Eiböck Johann          | CSP      |                                                   |
| Emminger Karl          | SDAPDÖ   |                                                   |
| Etter Daniel           | CSP      |                                                   |
| Franek Aloisia         | SDAPDÖ   |                                                   |
| Geisler Simon          | CSP      | bis 18. November 1919                             |
| Gobes Josef            | SDAPDÖ   |                                                   |
| Gugg Isidor            | CSP      |                                                   |
| Hasenauer Johann       | PWP      | schloss sich dem Landtagsklub der CSP an          |
| Hauthaler Josef        | CSP      |                                                   |
| Keil Aloisia           | SDAPDÖ   |                                                   |
| Kirchner Johann        | CSP      |                                                   |
| Költringer Paul        | CSP      |                                                   |
| Lackner Johann         | CSP      |                                                   |
| Leukert Heinrich       | SDAPDÖ   |                                                   |
| Meyer Oskar            | CSP      |                                                   |
| Neumayr Anton          | SDAPDÖ   |                                                   |
| Neureiter Michael      | CSP      |                                                   |
| Nitzinger Johann       | CSP      | am 19. November 1919 für Simon Geisler angelobt   |
| Ober Johann            | DFP      |                                                   |
| Ott Max                | DFP      |                                                   |
| Perner Jakob           | CSP      |                                                   |
| Preis Josef            | CSP      |                                                   |
| Preussler Robert       | SDAPDÖ   |                                                   |
| Prodinger Hans         | DFP      |                                                   |
| Rainer Josef           | CSP      |                                                   |
| Rehrl Franz            | CSP      |                                                   |
| Rettenbacher Johann    | DFP      |                                                   |
| Riedler Josef          | SDAPDÖ   |                                                   |
| Schernthanner Wilhelm  | CSP      |                                                   |
| Schnizer Karl          | CSP      |                                                   |
| Schwarzenbrunner Josef | DFP      |                                                   |
| Simmerle Maria         | DFP      |                                                   |
| Stampfl Benedikt       | CSP      |                                                   |
| Viehauser Jakob        | SDAPDÖ   |                                                   |
| Wagner Hans            | DNSAP    | bis 25. März 1921                                 |
| Wilhelmi Heinrich      | SDAPDÖ   | am 15. Februar 1921 für Leopold Bruckner angelobt |
| Witternigg Josef       | SDAPDÖ   |                                                   |